# هوكر تومتيت
هوكر تومتيت (بالإنجليزية: Hawker Tomtit)‏ هي طائرة تدريب أنتجت في بريطانيا. من صناعة طائرات هوكر. كان أول طيران لها في 1928. صنع منها 35 طائرة.